# Панамериканские игры 2023
XIX Панамериканские игры — мультиспортивное соревнование стран Америки, которое проходило с 20 октября по 5 ноября 2023 года в 7 городах Чили. Это были первые игры, которые проходили в Чили. В играх приняли участие 6909 спортсменов из 41 страны. Они соревновались в 425 дисциплинах, в 39 видах спорта.
Предварительные раунды по некоторым видам соревнований начались раньше официального открытия с 18 октября 2023 года. Это первые Панамериканские игры, которые прошли в Чили, и восьмые, которые прошли в Южной Америке.
Игры прошли на 39 площадках столичного региона Сантьяго и трёх других регионов Чили. Панамериканские игры и Парапанамериканские игры 2023 года были организованы Оргкомитетом Сантьяго Панамериканских и Парапанамериканских игр 2023 года.

## Выбор столицы игр
На Панамериканские игры 2023 года были поданы две заявки: от Сантьяго (Чили) и Буэнос-Айреса (Аргентина). 1 февраля 2017 года Панамериканская спортивная организация (ныне Panam Sports) объявила эти два города официальными заявками. Но Буэнос-Айрес отозвал свою заявку в апреле 2017 года из-за отсутствия необходимых финансов и логистики для проведения этого мероприятия и летних юношеских Олимпийских игр 2018 года.
В результате Сантьяго был единогласно избран городом-организатором на Генеральной ассамблее АНОК в Праге 4 ноября 2017 года. Это будет первый раз, когда Чили примет Панамериканские игры. Первоначально Сантьяго было предоставлено право проведения Панамериканских игр 1975 года, а затем 1987 года, но оба раза отказывался от участия в качестве принимающей стороны из-за финансовых и политических проблем. Совсем недавно Сантьяго был кандидатом на Панамериканские игры 2019 года, но проиграл Лиме.

## Страны-участницы
В Играх приняли участие спортсмены 41 страны (в скобках указано количество спортсменов).
| - Американские Виргинские острова (12) - Антигуа и Барбуда (8) - Аргентина (508) - Аруба (14) - Багамские Острова (20) - Барбадос (29) - Белиз () - Бермудские острова (11) - Боливия (69) - Бразилия (619) - Британские Виргинские острова (4) - Венесуэла (252) - Гаити (13) - Гайана (19) | - Гондурас (42) - Гренада (7) - Доминика () - Доминиканская Республика () - Каймановы острова (7) - Канада (469) - Колумбия (191) - Коста-Рика (91) - Куба () - Мексика (524) - Независимые атлеты (105) - Никарагуа (24) - Панама (84) - Парагвай (117) | - Перу (216) - Пуэрто-Рико (174) - Сальвадор (80) - Сент-Китс и Невис (2) - Сент-Люсия (4) - Сент-Винсент и Гренадины (4) - Суринам (6) - США (631) - Тринидад и Тобаго (63) - Уругвай (178) - Чили (664) - Эквадор (167) - Ямайка (90) |

1. ↑  Спортсмены из Гватемалы выступают в нейтральном статусе, так как 15 октября 2022 года МОК приостановил членство Олимпийского комитета этой страны[6].

## Виды спорта
| - Атлетика: - Лёгкая атлетика (48) - Современное пятиборье (5) - Триатлон (3) - Тяжёлая атлетика (10) - Баскская пелота (8) - Бейсбол: - Бейсбол (1) - Софтбол (1) - Боулинг (4) - Брейк-данс (?) - Борьба: - Вольная (12) - Греко-римская (6) - Велоспорт: - BMX (2) - BMX-фристайл (2) - Маунтинбайк (2) - Трековый (12) - Шоссейный (4) - Водные виды спорта: - Синхронное плавание (2) - Прыжки в воду (10) - Плавание (36) - Плавание на открытой воде (2) - Водное поло (2) | - Гимнастика: - Спортивная гимнастика (14) - Художественная гимнастика (8) - Прыжки на батуте (4) - Гольф (3) - Гребля: - Академическая гребля (15) - Гребля на байдарках и каноэ (10) - Гребной слалом (6) - Единоборства: - Бокс (13) - Дзюдо (15) - Карате (12) - Тхэквондо (13) - Командные виды спорта: - Баскетбол (2) - Баскетбол 3×3 (2) - Волейбол (2) - Пляжный волейбол (2) - Гандбол (2) - Регби-7 (2) - Футбол (2) - Хоккей на траве (2) | - Конный спорт: - Выездка (2) - Конное троеборье (2) - Прыжки (2) - Рэкетс (7) - Роликобежный спорт: - Скейтбординг (4) - Спидскейтинг (8) - Фигурное катание на роликовых коньках (2) - Соревнования на открытой воде: - Воднолыжный спорт (10) - Парусный спорт (13) - Сёрфинг (8) - Стрельба (15) - Пулевая - Стендовая - Стрельба из лука (10) - Спортивное скалолазание (4) - Парные соревнования: - Бадминтон (5) - Сквош (7) - Теннис (5) - Настольный теннис (7) - Фехтование (12) |

Примечание: число в скобках указывает, сколько комплектов медалей разыгрывается в этом виде спорта.

## Медальный зачёт
В таблице будет представлен медальный зачёт Игр
| Место | Страна | Золото | Серебро | Бронза | Всего |
| ----- | ------ | ------ | ------- | ------ | ----- |